# Sondra brindlei
Sondra brindlei là một loài nhện trong họ Salticidae.
Loài này thuộc chi Sondra. Sondra brindlei được Marek Żabka miêu tả năm 2002.